# Brève à nuque fauve
Hydrornis oatesi
Espèce
Statut de conservation UICN

 LC  : Préoccupation mineure
La Brève à nuque fauve (Hydrornis oatesi) est une espèce de passereaux de la famille des Pittidae.

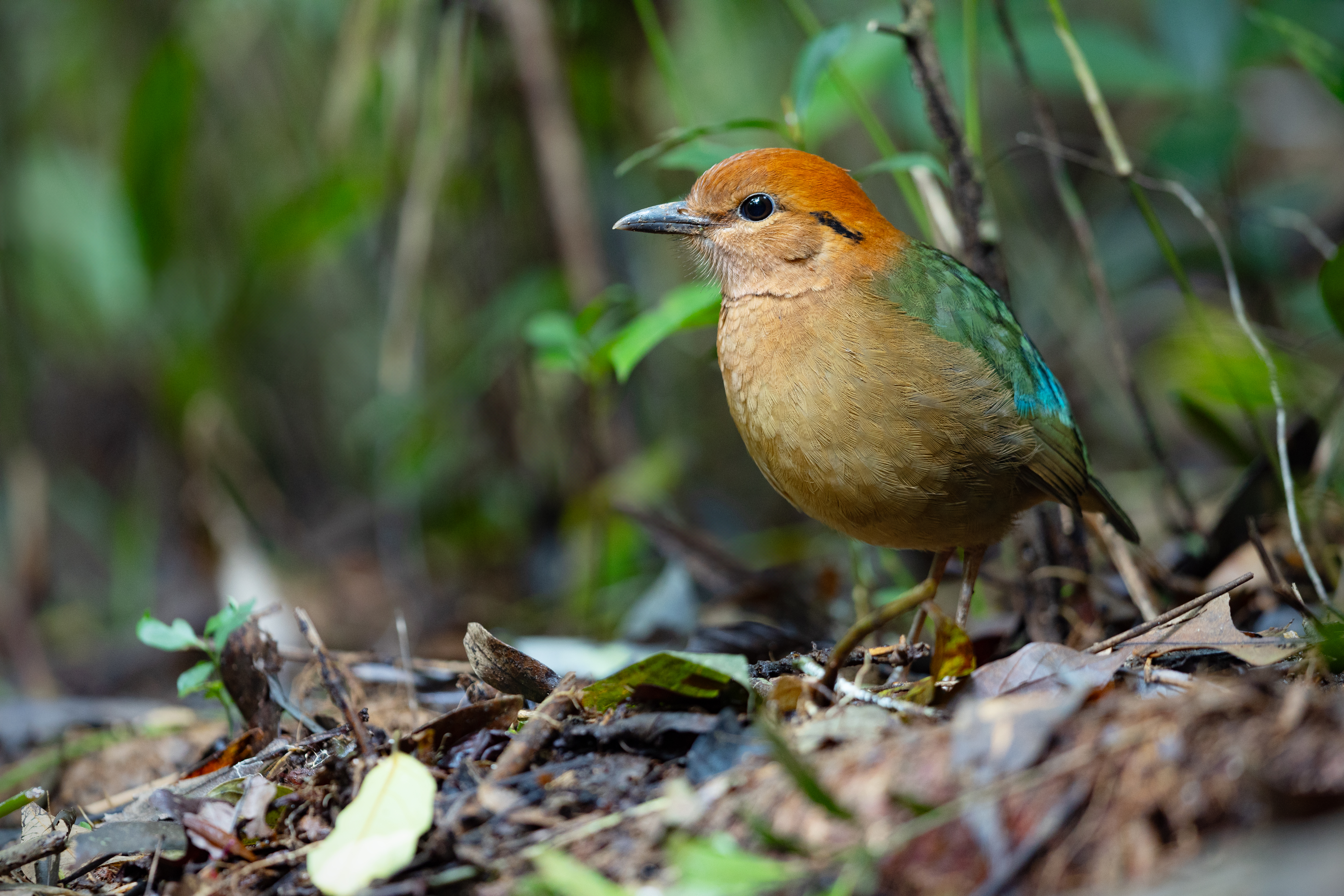
Brève à nuque fauve, Vietnam

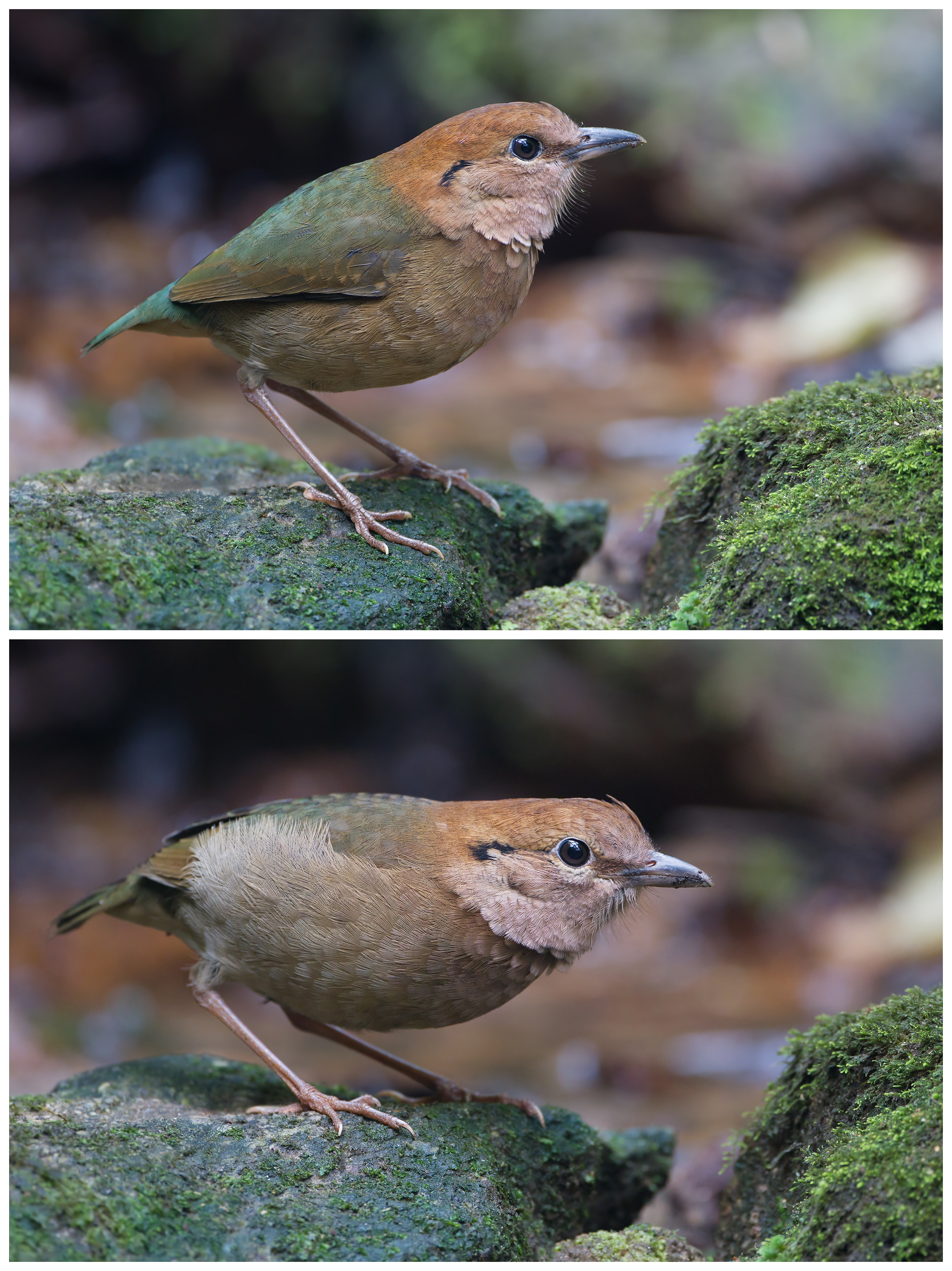
Brève à nuque fauve, Mâle en haut et Femelle en bas, Parc national de Mae Wong, Thaïlande